# 사오토메 와카바
사오토메 와카바(일본어: 早乙女 わかば さおとめ わかば[*], 1989년 5월 30일 - )는 일본의 배우이다. 전 다카라즈카 가극단 호시구미ㆍ츠키구미 여역 스타이다.
효고현 고베시, 현립 다카라즈카키타 고등학교 출신이다. 키 162cm, 혈액형 A형, 애칭은 "와카바"이다.
소속사는 노스 프로덕션이다.

## 약력
2006년, 다카라즈카 음악학교에 입학하였다.
2008년, 다카라즈카 가극단 94기생으로 입단. 츠키구미 공연 「ME AND MY GIRL」로 초무대. 그 후, 호시구미에 배속되었다.
눈길을 끄는 미모로 일찌감치 주목을 받아, 2010년, 「합스부르크의 보검」에서 신인공연 첫 히로인. 입단 2년차에 발탁되었다. 그 후에도 4번에 걸쳐 신인공연 히로인을 맡았다.
2011년, 「랜슬롯」으로 바우홀 첫 히로인을 맡았다.
2012년, 「장 루이 파종」 (바우홀/일본청년관 공연)으로 동상공연 첫 히로인. 마리 앙투아네트를 연기했다.
2014년 5월 18일자로 츠키구미로 조이동. 같은 해 「THE KINGDOM」 (일본청년관/드라마시티 공연)으로, 우미노 미즈키와 함께 동상공연 더블 히로인을 맡았다.
2015년, 「Bandito」 (바우홀/일본청년관 공연)으로 2번째 동상공연 단독 히로인. 이어, 일본 초연 「1789」으로 톱스타 류 마사키의 상대역으로, 우미노 미즈키와 함께 더블 캐스트로 발탁되었다.
2018년 5월 6일, 「컴퍼니／BADDY」 도쿄 공연 천추락을 기해, 다카라즈카 가극단을 퇴단하였다.
퇴단 후에는 노스 프로덕션 소속이 되어 예능 활동을 재개했다.
2021년, 자신의 SNS를 통해 결혼했음을 발표했다.

## 인물
어릴 때부터 사람들 앞에 나와 노래하고 춤추는 것을 좋아하여, 할머니의 권유로 뮤지컬을 배우고 있었다.
다카라즈카 첫 관람은 초등학생 때, 어머니의 손에 이끌려서 본 토도로키 유 주연의 유키구미 공연 「春櫻賦／LET'S JAZZ」이다. 2층 좌석에서 오케라 박스까지 보였던 것이 선명하게 기억이 난다고 한다. 몇년 후, 집에서 컴퓨터를 사용할 수 있게 되자, 스스로 다카라즈카 가극에 대해 알아보고, 스스로의 의지로 다카라즈카 코도모 아테네에 다니게 되었다.
예명의 유래는, 고향 고베를 무대로 한 NHK 아침 TV소설 「와카바」에서 따왔다.

## 퇴단 후 주요 활동

### 무대
- 2021년 7월, 『요염한 자태의 순정BOY』 (中目黒BEST TV) - 아카네야 준(茜屋純)
- 2021년 7월, 『노부나가의 야망・대지(大志)〜최종장〜군웅할거 세키가하라』 (카메아리리리오홀) - 챠챠(茶々)
- 2022년 9월, 낭독극 『-The Super Reading Show- 홍차왕자』 (일본청년관) - 소메야 유키코(染谷雪子)

## TV출연
- 2017년 3월, 후지테레비 『2017 FNS 노래의 봄축제』